# ハプログループB (mtDNA)
ハプログループB (mtDNA)（ハプログループB (ミトコンドリアDNA)、英: Haplogroup B (mtDNA)）とは、分子人類学で用いられる、人類のミトコンドリアDNAハプログループ（型集団）の分類のうち、ハプログループNの子系統「R11'B」を祖先に持ち「8281-8289d」などの特徴的変異をもつもので、サブクレードは、B4、B5、B7などである。

## 概略

### 起源
この型の祖系の「R11'B」は、ヨーロッパの白人の母系などと祖を同じくする「N」型から分岐した系統にあたる。ハプログループBは、約4～5万年前にアジアで分岐し、東南アジアやポリネシアなどといった南方に広まった代表的なグループである。

### 分布
ハプログループBの分布は、イラン、イラク、ベトナム、マレーシア、インドネシア、タイ、チベット、中国、台湾、モンゴル、韓国、日本、フィリピン、ポリネシア、マダガスカル、メラネシア、ミクロネシア、ハワイなどであり、アメリカ大陸の先住民からも検出される。
また、田園洞人はハプログループBに属していることが判明している。

### 日本での分布
縄文時代には既にこのB系統が日本列島にいたことが縄文人骨の解析などから明らかとなっており、現在では、全国に広く分布している（沖縄 46/326 = 14.1%、東京 16/118 = 13.6%、北海道 28/217 = 12.9%、東海 35/282 = 12.4%、岐阜県立病院にて受診をした人 348/2906 = 12.0%、東北 40/336 = 11.9%、北九州 28/256 = 10.9%、宮崎県 9/100 = 9.0%）。全国平均は最多のハプログループD4に次いでハプログループM7と二位の座を争う高頻度となっている（174/1312 = 13.3%、13.1%、23/211 = 10.9%）。日本人で見られるハプログループBのサブクレードは多種多様で、数ある中でもB4b1a1（2.2%）、B4a1c（1.6%）、B4c1b（1.6%）、B4c1a（1.2%）、B4c1c（1.0%）、B5b1a（1.0%）、B5b2a（1.0%）が多くて、各々日本人の1%以上を占めている。

### B系統の移動と拡散
B5系統は華南を中心に分布している。B4系統は台湾、フィリピン、太平洋島嶼を中心に分布している。ハワイの先住民の9割以上はこの系統であり、アメリカ大陸の先住民族から検出されたB2系統は、このB4系統から分岐した系統であることが明らかとなっている。このB2系統は南アメリカの先住民族からも見つかっている。B4a1a系統は、オーストロネシア語族の拡散と関連している。

## 系統樹
ハプログループBのサブクレードの系統樹は、マニス・バン・オーブンとマンフレッド・カイザーの論文に基づく。
- B
  - B4
    - B4a
      - B4a1
        - B4a1a
          - B4a1a1
            - B4a1a1a サモア、ニウエ、マーシャル諸島、ソロモン諸島、クック諸島、バヌアツ、トンガ、ツバル、パプアニューギニア、フランス領ポリネシア、レユニオン、フィジー、アメリカ合衆国（ハワイ先住民等）、ウォリス・フツナ、ニュージーランド、英国
              - B4a1a1a1 トンガ[18]、パプアニューギニア[18]、ソロモン諸島[18]
              - B4a1a1a2 ソロモン諸島[18]、パプアニューギニア[18]

            - B4a1a1b マダガスカル[19]、ソマリア[19]、イエメン[19]、バルバドス[19]、アメリカ合衆国[19]

          - B4a1a2 台湾（アミ族[19]）

        - B4a1b 日本[19][18]、韓国[19]
          - B4a1b1 日本[18]（0.3%・中部北陸地方及び東北地方[15]）、韓国[19]、中国（0.009%[20]）

        - B4a1c
          - B4a1c1 日本[18][19]、中国（0.305%[20]）
            - B4a1c1a 日本[18][19]（1.0%・関東甲信越地方及び沖縄地方以外全国[15]）、韓国[18][19]、中国（河南省[19]等、0.277%[20]）

          - B4a1c2'4'5
            - B4a1c2 ロシア（トゥヴァ・トジャ・トファ[19]）
            - B4a1c4 タイ王国、ベトナム、モンゴル、タジキスタン（キルギス人）、中国（モンゴル族、ロバ族、傣族、貴州省ミャオ族、水族）
            - B4a1c5 中国[18][19]、台湾[19]

          - B4a1c3
            - B4a1c3a 日本[18]（0.4%・中部北陸地方[15]、東京都[19]、愛知県[19]、山口県[19]）、韓国[19]、キルギス[19]、中国（0.023%[20]）
            - B4a1c3b 日本[18]（0.2%・東北地方及び中部北陸地方[15]、千葉県[19]）、韓国[19]、中国[18][19]（0.028%[20]）

      - B4a2
        - B4a2a 台湾[18]（タオ族・サイシアト族・タイヤル族・パイワン族・ルカイ族等[19]）、フィリピン[18][19]、インドネシア[18][19]
        - B4a2b 
          - B4a2b1
            - B4a2b1a 日本（0.2%、沖縄地方・東北地方・中部北陸地方[15]）
            - B4a2b1b 中国[19]
            - B4a2b1c 中国[18]、ジャマイカ[18]

      - B4a3 日本[18]（0.1%、東北地方及び中部北陸地方[15]）、中国（ナクチュ市[19]、天津市[19]）、イラン（ファールス州[19]）、クウェート[19]
      - B4a4 中国[18]（ウイグル族、ナシ族等）、台湾[19]、韓国[19]、シンガポール[19]、日本[18]（0.1%・中部北陸地方[15]、東京都[19]）、ネパール[19]、インド（ラダック[19]）、パキスタン（バルティ人[19]）、ドイツ[18]、ロシア[18]（ヤクート人[19]）、タイ王国（ヤオ族）
      - B4a5 中国、台湾、ベトナム、シンガポール、日本（0.1%、北海道地方[15]）

    - B4g
    - B4b'd'e
      - B4b
        - B2 アメリカ大陸先住民
          - B2a
            - B2a1
              - B2a1a メキシコ[18]、アメリカ合衆国（先住民等[18]）、スペイン[18]、英国[18]

          - B2b エクアドル、ボリビア、ペルー、チリ、プエルトリコ、ベネズエラ、ブラジル、コロンビア、ホンジュラス、メキシコ、アメリカ合衆国（先住民等）、スペイン、ポルトガル
          - B2c メキシコ、カナダ（先住民等）、グアテマラ、エルサルバドル、アメリカ合衆国（先住民等）、キューバ、スペイン
            - B2c1

          - B2d コロンビア、コスタリカ、ベリーズ、パナマ、ニカラグア、ホンジュラス、ベネズエラ
          - B2e ウルグアイ、アルゼンチン、ブラジル、ポルトガル

        - B4b1
          - B4b1a
            - B4b1a1 日本[18]（2.2%）、韓国[18][21]、中国（0.032%[20]）
              - B4b1a1a 日本（0.7%、東北地方・関東甲信越地方・中部北陸地方[15]）
              - B4b1a1b 日本（0.2%、沖縄地方・東北地方・中部北陸地方[15]）、アメリカ合衆国[18]
              - B4b1a1c 日本（0.1%、中部北陸地方[15]）

            - B4b1a2 ツバル、フィリピン、インドネシア、中国、ベトナム、ソロモン諸島、日本、インド、スペイン、アメリカ合衆国
              - B4b1a2a ベトナム[18]、タイ王国[19]、日本[18]（0.4%、北海道地方・東北地方・関東甲信越地方・中部北陸地方[15]）、中国[18]（0.369%[20]）、台湾[19]、韓国[19]、マレーシア（テムアン族[19]）、フィリピン[18]
              - B4b1a2b
                - B4b1a2b1 フィリピン[18][19]、アメリカ合衆国[18][19]、スペイン[18]
                - B4b1a2b2 台湾（タオ族[19]、ブヌン族[19]、マカタオ族[19]、漢族[19]）

              - B4b1a2c フィリピン[19]
              - B4b1a2d フィリピン[19]
              - B4b1a2e イラン（トルクメン[19]）、中国（漢族 0.042%[20]、シェ族[19]）
              - B4b1a2f 台湾（ツォウ族、ブヌン族、タイヤル族等[19]）
              - B4b1a2g 台湾（ブヌン族、ツォウ族、アミ族等[19]）
              - B4b1a2h 台湾（アミ族等[19]）、中国（0.111%[20]）

          - B4b1b'c
            - B4b1b 日本[18]（0.2%、東北地方・中部北陸地方[15]）
            - B4b1c
              - B4b1c1 日本[18]（0.1%、東北地方[15]）、台湾[18]、中国、ベトナム
              - B4b1c2 台湾[18]、中国[18]、日本[18]

      - B4d
        - B4d1'2'3'5'6 (B4d+G15930A) ロシア（ブリヤート[19]）、モンゴル[19]、キルギス[19]、中国（オロチョン族・湖南省漢族[19]、雲南省徳宏トーアン族・シーサンパンナプーラン族[22]）、ミャンマー（ビルマ族[22]）
          - B4d1 韓国[18]、中国[18][19]、台湾[19]、タイ王国（リス族[19]）、モンゴル[19]、キルギス[19]、ハンガリー（今より約千年前の人骨[19]）、日本（千葉県[19]）
          - B4d2 中国（青島市[19]）
          - B4d3'5 (B4d+G15930A+C16234T) 中国[18]
            - B4d3 (B4d3'5+A9120G+C151T+A197G+A546G+C12135T) 中国[18]
              - B4d3a (B4d3+T5418C) シチリア[18]（エンナ[19]）、中国（山西省漢族1人等・計0.014%[20]）
                - B4d3a1 (B4d3a+A5084G) 日本[18]（0.2%・東北地方及び中部北陸地方[15]、茨城県[19]、愛知県[19]）、韓国[19]、中国（甘粛省漢族1人・湖北省漢族1人・計0.009%[20]）

            - B4d5 (B4d3'5+A556t+A8512G+C16150T+C16167T) 中国[18]

          - B4d6 (B4d+G15930A+T6524C+A7154G+A7796G+T11701C) 韓国[18]

        - B4d4 日本[18]（0.3%・関東甲信越地方及び中部北陸地方[15]、千葉県[19]）

      - B4e 日本（0.1%・中部北陸地方[15]）、中国（0.042%[20]）
        - B4e1 タイ王国（ラフ族、リス族、タイ・ユアン族）、ベトナム（ラフ族）、中国
        - B4e2 日本[18]（沖縄県[19]、東京都[19]）
        - B4e3 タイ王国（フアン族）、ラオス、中国

    - B4c
      - B4c1
        - B4c1a'b
          - B4c1a
            - B4c1a1 日本（1.0%、東北地方・中部北陸地方[15]）、韓国
              - B4c1a1a 日本[18][19]（0.5%、東北地方・中部北陸地方[15]、千葉県[19]、愛知県[19]、東京都[19]、栃木県[19]）、韓国[18][19]、中国（0.018%[20]）
              - B4c1a1b 日本[18]（0.2%、東北地方・中部北陸地方[15]、東京都[19]）、韓国[19]
              - B4c1a1c 日本[18]（東京都等[19]）

            - B4c1a2 日本（0.3%、中部北陸地方[15]）、中国[18]（バルガ族[19]、ブリヤート族[19]、キルギス族、漢族 0.051%[20]）、モンゴル[19]、ロシア[18]（ブリヤート、ヤクート、ハムニガン）、ポーランド[19]

          - B4c1b
            - B4c1b1 日本（1.2%、九州地方以外全国[15]）
              - B4c1b1a 日本（0.4%、中部北陸地方[15]）

            - B4c1b2
              - B4c1b2a
                - B4c1b2a1 日本（0.1%、中部北陸地方[15]）

            - B4c1b3 (B4c1b+A14692G)
              - B4c1b3a (B4c1b3+T466C) タイ王国[19]、中国[19]
              - B4c1b3b 日本[18]

        - B4c1c 日本（1.0%）
          - B4c1c1 韓国[18]、日本[18]（0.9%、中部北陸地方・東北地方・近畿地方・九州地方[15]）、中国[18]（0.120%[20]）
          - B4c1c2 韓国[18]、日本[18][19]

      - B4c2 インドネシア[18]、マレーシア[18]、中国[18]（漢族 0.185%[20]）、ミャンマー（0.5%[22]）、ベトナム[18]、オランダ[18]
        - B4c2a
        - B4c2b
        - B4c2c
        - B4c2d
        - B4c2e
        - B4c2f
        - B4c2g
        - B4c2h
        - B4c2i
        - B4c2j

    - B4f 日本[18]（0.7%・沖縄地方・東北地方・中部北陸地方・近畿地方[15]、4.0% 沖縄[14]、3.1% 沖縄[9]、2.3% 北海道[11]、2.0% 平取町アイヌ[14]、0.4% 北九州[9]、0.3% 東北[9]）、中国（0.032%[20]）
      - B4f1 日本（0.5%・中部北陸地方及び近畿地方[15]、東京都[19]）
        - B4f1a (B4f1+A5747G) 日本（東京都等[19]）、韓国[18][19]

      - B4f2 (B4f+A8158G) 日本[18]（愛知県[19]）、アメリカ合衆国[19]
      - B4f3 (B4f+C6473T) 中国（バルガ族[19]）

  - B5
    - B5a
      - B5a1
        - B5a1a インドネシア[18]、ベトナム[18]、カンボジア[18]、中国[18]（0.305%[20]）、インド[18]、フィリピン[18]、タイ王国[19]、ラオス[19]、ミャンマー（0.75%[22]）
          - B5a1a1 インド（ニコバル人[19]）

        - B5a1b
        - B5a1c ミャンマー（ナガ族[22]）
        - B5a1d ミャンマー（2.8%[22]）、カンボジア[18]、インドネシア[18]、ベトナム[18]、中国[18]
        - B5a1e
        - B5a1f
        - B5a1g
        - B5a1h
        - B5a1i

      - B5a2
        - B5a2a
          - B5a2a1
            - B5a2a1a 中国[18][19]（0.378%[20]）
            - B5a2a1b 日本（0.3%・近畿地方及び中部北陸地方[15]、愛知県[19]、東京都[19]、千葉県[19]）、韓国[19]

          - B5a2a2 台湾[18]（ブヌン族、パイワン族、サイシアト族、ルカイ族、アミ族、プユマ族、漢族[19]）、中国[18]（0.134%[20]）、フィリピン[18]

        - B5a2b 中国[18]

    - B5b
      - B5b1
        - B5b1a 日本[18]（1.0%[15]）、中国（0.138%[20]）、タイ王国（シャン族[19]）
          - B5b1a1 日本（0.2%・東北地方及び中部北陸地方[15]、愛知県[19]、東京都[19]）、韓国[21]
          - B5b1a2 日本（0.8%・中部北陸地方・近畿地方・関東甲信越地方・北海道地方[15]、東京都[19]、愛知県[19]、千葉県[19]）、中国（0.018%[20]）

        - B5b1b 中国[18][19]、シンガポール[19]
        - B5b1c ブルネイ[18]、シンガポール[18]、フィリピン[18]、イエメン[18]
        - B5b1d ベトナム[18]
        - B5b1e シンガポール[18]、中国[18]、日本[18]
        - B5b1g 中国[18]
        - B5b1h 韓国[18]、日本[18]

      - B5b2
        - B5b2a'b
          - B5b2a 中国（漢族 0.175%[20]）
            - B5b2a1'2
              - B5b2a1 日本[18]（0.6%・北海道地方・東北地方・関東甲信越地方・中部北陸地方[15]）、中国（0.014%・天津市漢族1人吉林省漢族1人山東省漢族1人[20]）
              - B5b2a2 日本[18]（0.5%・東北地方・中部北陸地方・近畿地方[15]）、韓国[19]、中国（0.102%[20]、赫哲族[19]）、ロシア（ハムニガン[19]、ブリヤート[19]）
                - B5b2a2a
                  - B5b2a2a1 日本[19]
                  - B5b2a2a2 マレーシア[19]、フィリピン[19]、ソロモン諸島（ラノンガ島[19]）

                - B5b2a2f アゼルバイジャン[18]、ハンガリー[18]

            - B5b2a3 ロシア（ネギダール[19]）

          - B5b2b ロシア（ヤクート[19]、サハ共和国ロシア人[19]）、中国（バルガ族[19]、北京市[19]）

        - B5b2c ベトナム（キン族[19]）、中国[19]、韓国[19]
          - B5b2c1 中国（ウイグル族[19]）
            - B5b2c1a 日本[19]

      - B5b3
        - B5b3a 日本[18]（0.2%・東北地方・中部北陸地方[15]、愛知県[19]、東京都[19]）、韓国（群山市の朝鮮三国時代・六世紀中葉の甕棺墓に埋葬された1体の遺骨[23]）
        - B5b3b 日本[18]（北海道[19]、東京都[19]等）

      - B5b4 ロシア[18]（アルタイ人[19]）、ドイツ[18]、オーストリア（ウィーン[19]）、ハンガリー（今より約千年前の人骨[19]）、キルギス[19]、モンゴル[19]、中国[18]（バルガ族[19]、河南省漢族[19]等）
      - B5b5 中国[18]、台湾（客家[19]）
      - B5b6 (B5b+T16017C) 韓国[19]、中国（ウイグル族[19]、広州市中山大学中山眼科中心で受診をした患者1名[19]等）

  - B7 or B6

| ヒトのミトコンドリアDNAハプログループの系統樹 |                          |    |    |    |    |     |    |    |    |    |    |    |    |    |    |    |    |    |    |    |   |   |   |   |   |    |    |   |   |   |   |  |  |  |  |  |  |
|                                               | ミトコンドリア・イブ (L) |    |    |    |    |     |    |    |    |    |    |    |    |    |    |    |    |    |    |    |   |   |   |   |   |    |    |   |   |   |   |  |  |  |  |  |  |
| L0                                            | L1                       | L5 | L2 | L6 | L4 | L3  | L3 | L3 | L3 | L3 | L3 | L3 | L3 | L3 | L3 | L3 |    |    |    |    |   |   |   |   |   |    |    |   |   |   |   |  |  |  |  |  |  |
| L0                                            | L1                       | L5 | L2 | L6 | L4 |     |    |    |    |    | M  | M  | M  | M  | M  |    | N  | N  | N  | N  | N |   |   |   |   |    |    |   |   |   |   |  |  |  |  |  |  |
| L0                                            | L1                       | L5 | L2 | L6 | L4 | M7  |    | M8 | M8 |    | M9 |    | D  | G  | Q  | N1 |    | N2 |    | N9 |   | A | O | S | X |    | R  | R | R | R | R |  |  |  |  |  |  |
| L0                                            | L1                       | L5 | L2 | L6 | L4 | M7a | C  | Z  | E  | I  | W  | Y  | D  | G  | Q  | R0 | R0 |    | R9 |    | B | A | O | S | X | JT | JT | P | U |   |   |  |  |  |  |  |  |
| L0                                            | L1                       | L5 | L2 | L6 | L4 | M7a | C  | Z  | E  | I  | W  | Y  | D  | G  | Q  | HV | HV | F  | J  | T  | B | A | O | S | X | K  |    | P |   |   |   |  |  |  |  |  |  |
| L0                                            | L1                       | L5 | L2 | L6 | L4 | M7a | C  | Z  | E  | I  | W  | Y  | D  | G  | Q  | H  | V  | F  | J  | T  | B | A | O | S | X | K  |    | P |   |   |   |  |  |  |  |  |  |